# Loi du contraste simultané des couleurs
Pour les articles homonymes, voir Contraste (homonymie).
La loi du contraste simultané des couleurs est une caractéristique de la perception humaine des couleurs énoncée en 1839 par le chimiste Michel-Eugène Chevreul :

Le ton de deux plages de couleur paraît plus différent lorsqu'on les observe juxtaposées que lorsqu'on les observe séparément, sur un fond neutre commun.
Les plages doivent être d'une dimension suffisante pour qu'on les perçoive dans leur étendue, et ne pas occuper une part trop importante de l'espace visuel.
Si les plages diffèrent par la luminosité, la juxtaposition augmente la perception de la différence de luminosité ; si les plages diffèrent par la teinte, la différence de teinte est magnifiée. Les deux effets peuvent se produire simultanément.
Les artistes avaient depuis longtemps noté et utilisé les effets de contraste. Chevreul a énoncé la loi en termes généraux, après l'avoir étayée par une série d'expériences systématiques et un raisonnement fondé sur une arithmétique de la composition des lumières.

## Méthode
Chevreul présente ses investigations dans un ouvrage intitulé De la loi du contraste simultané des couleurs et de l'assortiment des objets colorés.
L'effet de contraste était connu des artistes ; Léonard de Vinci l'avait déjà noté en ce qui concerne les couleurs complémentaires, Castel, dont Chevreul a étudié et critiqué l'ouvrage, l'avait noté au passage, et plus récemment, Goethe l'avait mentionné dans son Traité des couleurs.
Chevreul, auteur de deux ouvrages de chimie, revendique, dans un domaine régi par le goût plus que par la science, un travail « tout aussi expérimental et positif que les deux précédents ». Formulant des hypothèses, il imagine des expériences pour les mettre à l'épreuve. Ayant conçu l'idée que la vision de la couleur d'un objet dépend des objets contigus, il imagine une série d'expériences qui préfigurent celles de la psychologie expérimentale, simplifiant les stimulus et les réponses des sujets. Il découpe des feuilles de papier coloré et présente les échantillons dans des conditions bien spécifiées.

## Lois de contraste simultané
On voit deux couleurs juxtaposées plus différentes que lorsqu'on les voit séparément.

### Contraste de luminosité
Une surface de luminosité moyenne paraît plus sombre sur un fond clair, et plus claire sur un fond sombre.
La différence est plus sensible à la jonction entre les plages de couleur, ce qui fait que si la plage a une certaine étendue, l'effet peut jouer différemment avec la même plage de couleur, dans un autre endroit.
Le contraste simultané de clarté est à l'origine de l'illusion de Chevreul, aussi connue sous le nom de bandes de Mach, qui concerne la limite entre les plages de luminosité différente.

### Contraste de teinte
Au contact d'une plage de couleur d'une teinte différente, mais de luminosité aussi égale que possible, une couleur change de teinte pour s'éloigner de celle qui lui est juxtaposée.
Si, gardant en référence les deux couleurs isolées sur fond neutre, on juxtapose un rouge et un orangé, le rouge de la plage en contact tire sur le violet, tandis que l'orangé tire sur le jaune.
Il n'y a que deux couleurs sur le gris du fond.
Une couleur peut s'analyser comme l'addition d'une teinte (couleur pure) et d'une certaine quantité de blanc.
La modification de la teinte de la plage de couleur équivaut à l'ajout d'une certaine quantité de la teinte (couleur pure) de la couleur complémentaire juxtaposée.
La couleur complémentaire de l'orange, un bleu, ajoutée au rouge, le fait virer vers les pourpres ou violets
Si les couleurs juxtaposées sont des complémentaires, ne pouvant être plus opposées, leur saturation ou leur intensité lumineuse apparente augmente. En effet, l'ajout d'une certaine quantité de la teinte pure de la couleur complémentaire de celle juxtaposée revient à ajouter une part de leur propre teinte pure.
L'effet est maximal quand le contraste de luminance est minimal. Le rôle du mouvement des yeux est important, il provoque un contraste successif des couleurs qui rafraîchit le contraste simultané.

### Combinaison de teinte et de clarté
Quand les deux contrastes se combinent, l'effet est maximal.
Les deux petits carrés sont en fait les extrémités d'une bande de couleur, recouverte au milieu par les bandes horizontales. Dispositif de Albers 2013, p. IV.1.

### Généralisation

Contraste de grandeur. Les lignes de la paire courte sont égales, comme celles de la paire longue.

Si Chevreul donne une loi dont le domaine d'application se limite à la couleur, c'est parce que sa méthode expérimentale lui interdit de donner des explications sur les causes ; mais il remarque, en conclusion, qu'il s'agit d'une loi générale :

deux objets différents, placés l'un à côté de l'autre, paraissent par la comparaison plus différents qu'ils ne le sont réellement (§ 993).
N'ayant pas conçu et mis en pratique d'expériences capables de prouver ce point, celui-ci conserve un caractère philosophique. Mais il a une autre illustration dans une illusion d'optique, ou plutôt, d'erreur de perception, dans une loi du contraste de grandeur (§ 965), qui montre que la perception de la taille d'un objet dépend des objets avoisinants. Cette constatation, faite aussi par d'autres, notamment en rapport avec l'illusion lunaire, amène Chevreul à se demander s'il ne s'agit pas d'une loi cognitive générale.
S'il se confirme que la loi du contraste est une loi générale de l'esprit humain, il faut examiner ses effets dans les domaines les plus divers. Chevreul envisage, dès 1839 dans De la loi du contraste, l'effet sur la vision, le son, l'odorat, le goût, et plus tard, la possibilité que, dans les sciences morales et politiques (aujourd'hui dites sciences humaines), l'effet de la loi du contraste conduise à surestimer ce qui change, et négliger ce qui reste inchangé, et à exagérer les différences, au détriment de ce qui est commun. Les conceptions de Chevreul n'ont cependant pas emporté l'adhésion de ses collègues savants à son époque, et ne reviendront en France qu'à travers certaines des études plus systématiques et plus générales de la psychologie de la forme, au siècle suivant.

## Conclusions et postérité
Les conclusions de Chevreul n'ont jamais été remises en cause jusqu'à ce jour, bien qu'assez peu d'études aient tenté une évaluation quantitative de ces phénomènes.
Le contraste simultané fait partie des effets d'induction chromatique.
Le contraste de clarté a été exploré plus avant par Ernst Mach, qui n'a probablement pas connu le travail de Chevreul. Mach a donné un modèle pour expliquer l'effet de contraste local appelé par la suite bandes de Mach.

### Interprétations
Le livre de Chevreul étant long, méticuleux, détaillé, et reportant les exemples utilitaires dans les dernières pages, il sera peu lu, et rapidement introuvable ; mais il fait, pendant de nombreuses années, un cours sur les couleurs dont l'accès est libre, et dont il sera rendu compte. Un artiste graphique, Clerget, publie en 1844 ce qu'il a retenu des cours de 1840 et 1842 augmenté de « quelques idées et quelques expériences personnelles ». L'interprétation particulière de Charles Blanc sera plus divulguée (Roque 2009, p. 266-282).
Les peintres en retiennent le ton local : la couleur propre d’un objet. Ce ton local, selon Chevreul, n’existe pas en soi, mais il est dépendant de la couleur des objets environnants. Ainsi toute couleur perçue appelle sa complémentaire pour exister. L’œil a tendance à appeler la couleur manquante, la complémentaire pour former un équilibre neutre dans notre cerveau.
Se réclamant de Chevreul dans leurs textes, les artistes néo-impressionnistes vont, sans prendre garde au fait que Chevreul indique que le contraste simultané ne se produit que lorsque la superficie des plages colorées est suffisante, baser leur production sur la constatation que quand les plages de couleur sont petites, l’œil rapproche les couleurs l'une de l'autre, dans un phénomène d'assimilation.
Supposons deux feuilles de papier teinté, l'un en bleu, l'autre en rouge.
- Posées séparément sur du papier gris, elles nous servent de référence.
- Deux rectangles suffisamment étendus juxtaposés sur le même fond donnent un bleu et un rouge plus différents.
- Deux rectangles de petite taille donnent un bleu et un rouge plus proches.
- Une mosaïque de points de taille imperceptible de ces couleurs donne un pourpre.

Ce principe a notamment été utilisé par les impressionnistes et les pointillistes. Elle a aussi inspiré Robert Delaunay. Au lieu d'employer un vert mélangé sur la palette (mélange mécanique), ils appliquaient sur la toile une touche de jaune juxtaposée à une touche de bleu, de façon que la couleur se mélange par simple perception : d'où le terme mélange optique.
Cette découverte est abondamment utilisée dans les écrans de télévision et d'ordinateur. Les surfaces colorées sont décomposées en une mosaïque de points de seulement trois couleurs, dites primaires, et forment toutes les couleurs intermédiaires. Dans les procédés de reproduction photomécanique (sérigraphie, imprimerie...), les images sont divisées suivant des trames de couleurs séparées (trois couleurs primaires + le noir = la quadrichromie), qui ne se superposent que partiellement, mais se fondent dans l'œil du spectateur.
Josef Albers propose dans son livre L'interaction des couleurs une série d'expériences à réaliser avec du papier découpé qui montrent l'étendue des phénomènes de contraste simultané et comment l'application des lois de la colorimétrie, qui les écartent du fait de leur dispositif expérimental, peut égarer les praticiens qui y chercheraient un guide.